# Modrá (Jílové)
Modrá (německy Riegersdorf) je vesnice a část města Jílové v okrese Děčín. Nachází se v údolí Jílovského potoka, asi dva kilometry západně od Jílového. Prochází zde silnice I/13. Modrá leží v katastrálním území Modrá u Děčína o rozloze 4,44 km². V katastrálním území Modrá u Děčína leží i Kamenec.

## Historie
První písemná zmínka o vesnici pochází z roku 1455.

## Obyvatelstvo
Při sčítání lidu v roce 1921 ve vsi žilo 797 obyvatel (z toho 352 mužů), z nichž bylo jedenáct Čechoslováků, 754 Němců a 32 cizinců. Většina (755 osob) se hlásila k římskokatolické církvi, ale žilo zde také 23 evangelíků, dva příslušníci nezjišťovaných církví a sedmnáct lidí bez vyznání. Podle sčítání lidu z roku 1930 měla vesnice 884 obyvatel: 36 Čechoslováků, 826 Němců, jednoho příslušníka jiné národnosti a 21 cizinců. Počet lidí bez vyznání vzrostl na 224. Kromě nich ve vsi bylo 617 římských katolíků, 35 evangelíků a osm členů církve československé.
|                                                            | 1869 | 1880 | 1890 | 1900 | 1910 | 1921 | 1930 | 1950 | 1961 | 1970 | 1980 | 1991 | 2001 | 2011 |
| ---------------------------------------------------------- | ---- | ---- | ---- | ---- | ---- | ---- | ---- | ---- | ---- | ---- | ---- | ---- | ---- | ---- |
| Obyvatelé                                                  | 589  | 646  | 766  | 730  | 813  | 797  | 884  | 519  | 560  | 490  | 435  | 382  | 425  | 345  |
| Domy                                                       | 88   | 100  | 104  | 111  | 124  | 137  | 140  | 144  | 193  | 116  | 110  | 114  | 115  | 120  |
| Počet domů z roku 1961 zahrnuje domy místní části Kamenec. |      |      |      |      |      |      |      |      |      |      |      |      |      |      |

## Obecní správa
V letech 1869–1980 k obci patřil Kamenec.

## Pamětihodnosti
- Severně od vesnice se nachází přírodní památka Pod lesem a přírodní rezervace Holý vrch u Jílového.